# Перелік наукових фахових видань з економічних наук ВАК України
Перелік наукових фахових видань з економічних наук, затверджений ВАК України та дійсний до 1 лютого 2010 року.

## Журнали та збірники наукових праць, що виключені з переліку фахових
1. Аграрний вісник Причорномор'я. Серія: економічні науки (Одеський державний сільськогосподарський інститут), 10.11.99.
2. Актуальні проблеми міжнародних відносин. (Інститут міжнародних відносин Київського національного університету ім. Тараса Шевченка), 09.06.99.
3. Актуальні проблеми економіки (Національна академія управління), 08.09.99.
4. Актуальні проблеми розвитку економіки регіону (ДВНЗ «Прикарпатський національний університет імені Василя Стефаника МОН України»), 18.01.07.
5. Будівельне виробництво (НДІБВ Держбуду України), 12.06.02.
6. Вестник СевГТУ. Серия: Экономика и финансы (Севастопольський державний технічний університет Міносвіти і науки України), 11.10.00.
7. Вестник Харьковского политехнического университета. Серія: технічний прогрес, 08.09.99.
8. Вісник аграрної науки Причорномор'я. (Миколаївський державний сільськогосподарський інститут), 09.06.99.
9. Вісник Академії праці і соціальних відносин Федерації профспілок України, 09.02.00.
10. Вісник Білоцерківського державного аграрного університету, 18.01.07.
11. Вісник Державного агроекологічного університету, 12.06.02.
12. Вісник Державного університету «Львівська політехніка». Серія «Проблеми економіки та управління», 09.06.99.
13. Вісник Державної агроекологічної академії України, 09.02.00.
14. Вісник Дніпропетровського національного університету залізничного транспорту імені академіка В. Лазаряна, 30.06.04.
15. Вісник Донбаської державної машинобудівної академії, 04.07.06.
16. Вісник Донецького університету економіки і права, 30.06.04.
17. Вісник Донецького університету. Серія «Економіка і право», 09.06.99.
18. Вісник економіки транспорту і промисловості (Українська державна академія залізничного транспорту), 11.06.03.
19. Вісник Київського державного університету технологій і дизайну МОН України, 11.06.03.
20. Вісник Київського національного університету імені Тараса Шевченка. Серія «Економічні науки», 09.06.99.
21. Вісник Київського національного університету імені Тараса Шевченка. Серія «Міжнародні відносини», 09.06.99.
22. Вісник Криворізького економічного інституту КНЕУ, 09.03.06.
23. Вісник Криворізького технічного університету, 30.06.04.
24. Вісник Львівського державного аграрного університету. Серія: Економіка АПК, 10.11.99.
25. Вісник Львівського державного аграрного університету. Серія: Землевпорядкування і земельний кадастр, 14.11.01.
26. Вісник Львівського університету. Серія економічна.
27. Вісник Львівського університету. Серія: міжнародні відносини, 11.04.01.
28. Вісник Львівської комерційної академії. Серія економічна, 09.06.99.
29. Вісник Національного транспортного університету та Транспортної Академії України, 14.11.01.
30. Вісник Національного університету «Львівська політехніка». Серія: Логістика, 13.12.00.
31. Вісник Національного університету «Львівська політехніка» Серія: «Менеджмент та підприємництво в Україні: етапи становлення і проблеми розвитку» 21.05.08.
32. Вісник Національного університету «Львівська політехніка». Серія: «Проблеми економіки та управління».02.07.08
33. Вісник Національного університету водного господарства та природокористування МОН України, 15.12.04.
34. Вісник Одеського інституту внутрішніх справ, 09.06.99.
35. Вісник Полтавського державного сільськогосподарського інституту, 09.06.99.
36. Вісник Приазовського державного технічного університету, 12.06.02.
37. Вісник Прикарпатського університету. Серія: економіка, 09.03.06.
38. Вісник Рівненського державного технічного університету. Серія: економіка, 11.04.01.
39. Вісник соціально-економічних досліджень (Одеський державний економічний університет Міносвіти України), 10.11.99.
40. Вісник Сумського національного аграрного університету. Серія «Фінанси і кредит», 09.06.99, 12.06.02.
41. Вісник Тернопільської академії народного господарства, 09.06.99.
42. Вісник Української академії банківської справи. (м. Суми), 09.06.99.
43. Вісник Харківського державного економічного університету, 09.06.99.
44. Вісник Харківського державного технічного університету сільського господарства. Серія: економічні науки, 15.12.04.
45. Вісник Харківського державного університету. Серія економічна, 09.06.99.
46. Вісник ХДАУ. (Харківський державний аграрний університет). Серія «Економіка АПК і природокористування», 09.06.99.
47. Вісник Чернігівського технологічного університету. Серія: економіка, 10.11.99.
48. Водний транспорт (Київська державна академія водного транспорту Міносвіти і науки України), 14.11.01.
49. Вчені записки Інституту економіки та права «Крок». Серія: економіка, 18.01.07.
50. Вчені записки Харківського гуманітарного університету «Народна українська академія», 10.12.03.
51. Вчені записки. (Київський національний економічний університет), 09.06.99.
52. Економіка (Харківський державний педагогічний університет ім. Г. С. Сковороди Міносвіти і науки України), 11.04.01.
53. Економіка і організація управління (Донецький національний університет), 14.06.2007.
54. Економіка і підприємництво: стан та перспективи (Київський державний торговельно-економічний університет Міносвіти України), 10.11.99.
55. Економіка природокористування і охорони довкілля (Рада з вивчення продуктивних сил України НАН України), 10.11.99.
56. Економіка промисловості України (Рада з вивчення продуктивних сил України НАН України), 11.04.01.
57. Економіка та підприємництво. (Київський національний економічний університет), 09.06.99.
58. Економіка транспортного комплексу (Харківський державний автомобільно-дорожній університет Міносвіти України), 09.02.00.
59. Економіка. Менеджмент. Підприємництво (Східноукраїнський державний університет Міносвіти і науки України), 13.12.00.
60. Економіка: проблеми теорії та практики (Дніпропетровський державний університет Міносвіти України), 10.11.99.
61. Економіко-математичне моделювання соціально-економічних систем (Міжнародний науково-навчальний центр інформаційних технологій та систем НАН України та Міносвіти і науки України), 14.11.01.
62. Економіко-правові аспекти розвитку транспортних систем (Одеський національний морський університет МОН України), 11.06.03.
63. Економічна стратегія і перспективи розвитку сфери торгівлі та послуг (Харківський державний університет харчування та торгівлі), 19.01.06.
64. Економічний вісник Національного технічного університету України «Київський політехнічний інститут», 19.01.06.
65. Економічний простір (Державний вищий навчальний заклад «Придніпровська державна академія будівництва та архітектури»), 11.10.07.
66. Економічні науки. Серія: Економіка та менеджмент (Луцький державний технічний університет МОН України), 08.06.05.
67. Економічні науки. Серія: Економічна теорія та економічна історія (Луцький державний технічний університет МОН України), 08.06.05.
68. Економічні науки. Серія: Облік і фінанси (Луцький державний технічний університет МОН України), 08.06.05.
69. Економічні науки. Серія: Регіональна економіка (Луцький державний технічний університет МОН України), 08.06.05.
70. Європейський вектор економічного розвитку (ЗАТ «Дніпропетровський університет економіки та права»), 14.06.2007.
71. Зайнятість та ринок праці (Рада з вивчення продуктивних сил України НАН України), 10.11.99.
72. Збірник наукових праць Вінницького державного сільськогосподарського інституту, 09.02.00.
73. Збірник наукових праць Вінницького державного аграрного університету, 15.12.04.
74. Збірник наукових праць Донецької державної академії управління. Серія: економіка, 12.06.02.
75. Збірник наукових праць. Економічні науки (ПВНЗ «Буковинський університет»), 18.01.07.
76. Збірник наукових праць Інституту економіки НАН України, 09.06.99.
77. Збірник наукових праць Інституту економіко-правових досліджень НАН України, 09.02.00.
78. Збірник наукових праць Київського інституту залізничного транспорту, 11.10.00.
79. Збірник наукових праць Київського університету економіки і технологій транспорту Міністерства транспорту України. Серія: економіка і управління, 12.06.02.
80. Збірник наукових праць Луганського державного аграрного університету. Серія: Економічні науки, 10.11.99.
81. Збірник наукових праць Подільської державної аграрно-технічної академії Мінагропрому України, 09.02.00.
82. Збірник наукових праць Українського державного морського технічного університету імені адмірала Макарова Міносвіти і науки України, 14.11.01.
83. Збірник наукових праць Уманської сільськогосподарської академії, 11.10.00.
84. Збірник наукових праць Черкаського державного технологічного університету. Серія: Економічні науки, 12.06.02.
85. Збірник наукових праць Черкаського інженерно-технологічного інституту, 11.10.00.
86. Збірник праць вчених Інституту світової економіки і міжнародних відносин НАН України, 08.09.99.
87. Зовнішня торгівля: право та економіка (Українська академія зовнішньої торгівлі Міністерства економіки та з питань європейської інтеграції України), 30.06.04.
88. Зовнішня торгівля: проблеми та перспективи (Українська академія зовнішньої торгівлі), 09.02.00.
89. Коммунальное хозяйство городов (Харківська державна академія міського господарства Міносвіти і науки України), 11.05.00.
90. Лісівництво і агролісомеліорація (Український НДІ лісового господарства та агролісомеліорації ім. Г. М. Висоцького), 15.01.03.
91. Лісове господарство, лісова, паперова і деревообробна промисловість (Український державний лісотехнічний університет Міносвіти України), 10.11.99.
92. Маркетинг: теорія і практика. (Східноукраїнський державний університет, м. Луганськ), 09.06.99.
93. Машинна обробка інформації. (Київський національний економічний університет), 09.06.99.
94. Менеджмент (Міжгалузевий інститут управління МОН України), 04.07.06.
95. Менеджмент та підприємництво в Україні: етапи становлення і проблеми розвитку. (Вісник державного університету «Львівська політехніка»), 09.06.99.- 21.05.08
96. Методи та засоби управління розвитком транспортних систем (Одеський державний морський університет Міносвіти і науки України), 14.11.01.
97. Механізм регулювання економіки, економіка природокористування, економіка підприємства та організація виробництва (Сумський державний університет), 08.09.99.
98. Модели управления в рыночной экономике (Донецький державний університет Міносвіти України), 10.11.99.
99. Моделювання регіональної економіки (Прикарпатський університет ім. Василя Стефаника МОН України), 15.12.04.
100. Моделювання та інформатизація соціально-економічного розвитку України (Державний НДІ інформатизації та моделювання економіки), 15.01.03.
101. Моделювання та інформаційні системи в економіці (Київський національний економічний університет Міносвіти і науки України), 11.10.00.
102. Наука молода (Тернопільський державний економічний університет МОН України), 09.03.06.
103. Наука молода (Тернопільський національний економічний університет МОН України), 15.02.07.
104. Науковий вісник (Інститут змісту і методів навчання, Український державний лісотехнічний університет), 08.09.99.
105. Науковий вісник (Одеський державний економічний університет МОН України), 30.06.04.
106. Науковий вісник Академії державної податкової служби України ДПАУ, 13.12.00.
107. Науковий вісник Державної академії статистики, обліку та аудиту Держкомстату України, 15.12.04.
108. Науковий вісник Національного аграрного університету, 10.11.99.
109. Науковий вісник Національної академії державної податкової служби України (економіка, право), 30.06.04.- 13.02.2008.
110. Науковий вісник Національного лісотехнічного університету України, 15.02.07.
111. Науковий вісник Національного університету державної податкової служби України. 13.02.08.
112. Науковий вісник Полтавського кооперативного інституту. Серія: економічні науки, 14.11.01.
113. Науковий вісник Полтавського університету споживчої кооперації України. Серія: економічні науки, 18.01.07.
114. Науковий вісник Ужгородського державного університету. Серія: економіка, 09.02.00.
115. Науковий вісник Українського фінансово-економічного інституту ДПАУ, 10.11.99.
116. Науковий вісник Чернівецького університету. Серія: Економіка, 08.09.99.
117. Науковий вісник. Серія: економічні науки (Науково-дослідний фінансовий інститут при Міністерстві фінансів України, Буковинський державний фінансово-економічний інститут Міністерства фінансів України), 12.06.02.
118. Науковий часопис НПУ імені М. П. Драгоманова. Серія 18. Економіка і право (Національний педагогічний університет імені М. П. Драгоманова), 14.06.2007.
119. Наукові записки Острозької академії, 08.09.99.
120. Наукові записки Національного університету «Києво-Могилянська академія», 09.06.99.
121. Наукові записки Української академії друкарства, 13.12.00.
122. Наукові записки. (Тернопільська академія народного господарства), 09.06.99.
123. Наукові записки. Серія: економіка (Тернопільський державний педагогічний університет імені В.Гнатюка Міносвіти і науки України), 11.10.00.
124. Наукові праці Донецького державного технічного університету. Серія: економічна, 10.12.03.
125. Наукові праці Донецького національного технічного університету. Серія: «Економічна», 11.05.00.
126. Наукові праці Кіровоградського державного технічного університету. Серія: економічні науки, 14.11.01.
127. Наукові праці Кримського державного аграрного університету. Серія: економічні науки, 10.11.99.
128. Наукові праці МАУП (Міжрегіональна академія управління персоналом), 14.06.2007.
129. Наукові праці НДФІ (НД фінансовий інститут), 08.09.99.
130. Наукові праці УДАЗ ім. О. С. Попова (Українська державна академія зв'язку ім. О. С. Попова), 09.02.00.- 13.02.2008.
131. Наукові праці ОНАЗ ім. О.С. Попова (Одеська національна академія зв'язку імені О. С. Попова), 13.02.08.
132. Наукові праці Українського державного університету харчових технологій, 10.11.99.
133. Наукові праці. (Миколаївська філія Національного університету «Києво-Могилянська Академія»), 09.06.99.
134. Новое в экономической кибернетике (Донецький державний університет Міносвіти і науки України), 11.05.00.
135. Проблеми і перспективи розвитку банківської системи України (Інститут економіки НАН України, Академія економічних наук, Українська академія банківської справи), 10.11.99.
136. Проблеми підвищення ефективності інфраструктури (Київський міжнародний університет цивільної авіації Міносвіти та науки України), 11.05.00.
137. Проблеми раціонального використання соціально-економічного та природно-ресурсного потенціалу регіону: фінансова політика та інвестиції (Луцький державний технічний університет Міносвіти і науки України, Волинська обласна організація Спілки економістів України), 11.10.00.
138. Проблеми раціонального використання соціально-економічного та природно-ресурсного потенціалу регіону: фінансова політика та інвестиції (Національний університет водного господарства та природокористування, Спілка економістів України, Інститут Європейської Інтеграції), 18.01.07.
139. Проблеми статистики (Державний комітет статистики України, НДІ статистики Держкомстату України), 11.04.01.
140. Проблеми теорії та методології бухгалтерського обліку, контролю і аналізу (Житомирський державний технологічний університет МОН України), 19.01.06.
141. Проблеми формування відкритої економіки України. (Інститут світової економіки і міжнародних відносин НАН України), 09.06.99.
142. Проблеми формування ринкової економіки. (Київський національний економічний університет), 09.06.99.-14.06.2007.
143. Проблемы информатизации и управления. (Київський міжнародний університет цивільної авіації), 09.06.99.
144. Проблемы и перспективы развития сотрудничества между странами Юго-Восточной Европы в рамках Черноморского экономического сотрудничества и ГУАМ (Донецький національний університет МОН України), 04.07.06.
145. Проблемы повышения эффективности функционирования предприятий различных форм собственности. (Інститут економіки промисловості НАН України), 09.06.99.
146. Проблемы развития внешнеэкономических связей и привлечения иностранных инвестиций; региональный аспект. (Донецький національний університет), 09.06.99.
147. Проблемы системного подхода в экономике. (Київський міжнародний університет цивільної авіації), 09.06.99.
148. Прогресивні ресурсозберігаючі технології та їх економічне обґрунтування у підприємствах харчування. Економічні проблеми торгівлі (Харківська державна академія технології та організації харчування МОН України), 12.06.02.
149. Продуктивні сили і регіональна економіка (Рада з вивчення продуктивних сил України НАН України), 10.11.99.
150. Продуктивність агропромислового виробництва (Український НДІ продуктивності агропромислового комплексу Мінагрополітики України), 08.06.05.
151. Прометей (Інститут економіко-правових досліджень НАН України, Донецький економіко-гуманітарний інститут), 15.12.04.
152. Регіональні аспекти розвитку і розміщення продуктивних сил України. (Тернопільська академія народного господарства), 09.06.99.
153. Ринкова економіка: сучасна теорія і практика управління (Одеський національний університет ім. І. І. Мечникова Міносвіти і науки України), 14.11.01.
154. Ринкова трансформація економіки (Харківський інститут бізнесу і менеджменту Міносвіти України), 10.11.99.
155. Розвиток методів управління та господарювання на транспорті. (Одеський державний морський університет), 09.06.99.
156. Системні методи керування, технологія та організація виробництва, ремонту і експлуатації автомобілів (Національний транспортний університет та Транспортна Академія України), 14.11.01.
157. Социально-экономические аспекты промышленной политики. (Інститут економіки промисловості НАН України), 09.06.99.
158. Соціально-економічні дослідження в перехідний період (Інститут регіональних досліджень), 08.09.99.
159. Соціально-економічні проблеми сучасного періоду України" (Національна академія наук України, Інститут регіональних досліджень Національної академії наук України).09.04.08
160. Стратегічні пріоритети (Національний інститут стратегічних досліджень), 11.10.07.
161. Стратегія економічного розвитку України (Київський національний економічний університет Міносвіти і науки України), 13.12.00.
162. Таврійський науковий вісник (Навчально-науково-виробничий комплекс «Херсонський агроуніверситет» УААН Мінагропрому України), 09.02.00.-21.05.08.
163. Таврійський науковий вісник. (Державний вищий навчальний заклад «Херсонський державний аграрний університет») 21.05.08.
164. Теоретичні та прикладні питання економіки (Київський національний університет імені Тараса Шевченка), 10.12.03.
165. Теорії мікро-макроекономіки (Академія муніципального управління Міносвіти України), 09.02.00.
166. Торгівля і ринок України. (Донецький державний університет економіки і торгівлі), 09.06.99.
167. Торгівля, комерція, підприємництво. (Львівська комерційна академія), 09.06.99.
168. Транспортний комплекс України: економіка, організація, розвиток (ВАТ Інститут (Центр) комплексних транспортних проблем), 10.11.99.
169. Труды Одесского политехнического университета, 08.09.99.
170. Українська наука: минуле, сучасне, майбутнє (Тернопільська академія народного господарства), 15.01.03-14.06.2007.
171. Українська наука: минуле, сучасне, майбутнє (Тернопільській національний економічний університет), 14.06.2007.
172. Управление экономикой переходного периода. (Інститут економіки промисловості НАН України), 09.06.99.
173. Управління проектами та розвиток виробництва (Східноукраїнський державний університет Міносвіти і науки України), 14.11.01.
174. Управління розвитком (Харківський державний економічний університет МОН України), 12.06.02.
175. Учёные записки Крымского инженерно-педагогического университета. Серия: экономические науки, 18.01.07.
176. Финансы, учет, банки. (Донецький державний університет), 09.06.99.
177. Фінанси, облік і аудит (Київський національний економічний університет МОН України), 30.06.04.
178. Формування ринкових відносин в Україні. (Науково-дослідний економічний інститут, м. Київ), 09.06.99.
179. Формування ринкової економіки. (Державний вищий навчальний заклад «Київський національний економічний університет імені Вадима Гетьмана»), 14.06.2007.
180. Формування ринкової економіки в Україні. (Львівський національний університет ім. Івана Франка), 09.06.99.
181. Шляхи підвищення ефективності будівництва в умовах формування ринкових відносин (Київський національний університет будівництва і архітектури), 10.11.99.
182. Экономика промышленности (Інститут економіки промисловості, м. Донецьк), 08.09.99.
183. Экономические инновации (Інститут проблем ринку та економічно-екологічних досліджень), 08.09.99.
184. Экономические проблемы и перспективы стабилизации экономики Украины. (Інститут економіки промисловості НАН України), 09.06.99.

## Журнали
1. Аграрна наука і освіта (Національний аграрний університет, Науково-методичний центр аграрної освіти Мінагрополітики України), 14.11.01.
2. АгроІнКом (МАПІК "Агропромінвест-інтернейшнл), 09.02.00.
3. Агросвіт (Рада з вивчення продуктивних сил України НАН України, Товариство з обмеженою відповідальністю «ДКС центр»), 14.06.2007.
4. Академічний огляд. Економіка та підприємництво (Національна гірнича академія), 08.09.99.
5. Актуальні проблеми економіки (ВНЗ «Національна академія управління»), 10.12.03.
6. АПК: наука, техніка, практика, 09.06.99.
7. Банківська справа, 09.06.99.
8. Бізнес Інформ (Харківський національний економічний університет МОН України, Науково-дослідний центр індустріальних проблем розвитку НАН України (Харків)), 16.12.09.
9. Бізнес-навігатор (Міжнародний університет бізнесу і права), 10.12.03.
10. Бухгалтерський облік і аудит, 09.06.99.
11. Вісник Вінницького державного технічного університету, 08.09.99.
12. Вісник аграрної науки Причономор'я (Миколаївський аграрний університет Міністерства аграрної політики України), 15.01.03.
13. Вісник аграрної науки, 09.06.99.
14. Вісник Академії митної служби України, 11.10.00.
15. Вісник ДІТБ (Донецький інститут туристичного бізнесу). Серія: Підприємництво, менеджмент та маркетинг (в туристичній сфері), 08.09.99.
16. Вісник Дніпропетровського державного фінансово-економічного інституту. Економічні науки, 12.06.02.
17. Вісник Дніпропетровського державного аграрного університету, 14.11.01.
18. Вісник Дніпропетровської державної фінансової академії. Економічні науки, 08.06.05.
19. Вісник Донецького інституту туристичного бізнесу. Серія: Економіка, організація і управління підприємствами (в туристичній сфері), 12.06.02.
20. Вісник Донецького державного університету економіки і торгівлі. Серія: Економічні науки. 11.05.00.
21. Вісник економічної науки України (Інститут економіки промисловості НАН України, Академія економічних наук України), 15.12.04.
22. Вісник Житомирського інженерно-технологічного інституту. Серія: Економічні науки, 11.04.01.
23. Вісник Інституту економічного прогнозування НАН України, 11.06.03.
24. Вісник Київського національного торговельно-економічного університету, 08.09.99.
25. Вісник Львівської державної фінансової академії, 08.06.05.
26. Вісник Міжнародного слов'янського університету. Серія: економіка (м. Харків), 09.02.00.
27. Вісник Національного банку України (затверджено у переліку 9 лютого 2000 р.)
28. Вісник Одеського державного екологічного університету, (економіка природокористування і охорони навколишнього середовища), 14.06.2007.
29. Вісник податкової служби України. (Державна податкова адміністрація України, м. Київ), 09.06.99.
30. Вісник Полтавської державної аграрної академії, 12.06.02 / вилуч. 14.09.06.
31. Вісник Сумського державного університету. Серія: економіка, 09.02.00.
32. Вісник Сумського національного аграрного університету. Серія: економіка та менеджмент, 14.11.01.
33. Вісник Східноукраїнського державного університету (м. Луганськ), 09.02.00.
34. Вісник Східноєвропейського університету економіки і менеджменту. Серія: економіка і менеджмент.02.07.08
35. Вісник Тернопільського державного економічного університету, 19.01.06.
36. Вісник Тернопільського національного економічного університету, Тернопільський національний економічний університет 15.02.07.
37. Вісник Технологічного університету Поділля. Серія: Економічні науки, 10.11.99.
38. Вісник Української академії державного управління при Президентові України, 09.06.99.
39. Вісник Харківського державного економічного університету, 14.11.01.
40. Вісник Хмельницького інституту регіонального управління та права, 15.01.03.
41. Вісник Хмельницького національного університету. Економічні науки, 19.01.06.
42. Галицький економічний вісник (Тернопільський національний технічний університет імені Івана Пулюя МОН України), 30.06.04.
43. Демографія та соціальна економіка (Інститут демографії та соціальних досліджень НАН України), 09.03.06.
44. Держава і регіони. Серія: економіка та підприємництво (Запорізький інститут державного та муніципального управління), 11.04.01.
45. Державний інформаційний бюлетень про приватизацію. (Фонд державного майна України), 09.06.99.
46. Економіка АПК, 09.06.99, 13.04.2005.
47. Економіка будівництва і міського господарства (Донбаська національна академія будівництва і архітектури МОН України) 04.07.06.
48. Економіка і держава (Інститут підготовки кадрів державної служби зайнятості України Міністерства праці та соціальної політики України, Редакція журналу « Економіка і держава»), 30.06.04.
49. Економіка і прогнозування (Інститут економіки та прогнозування НАН України), 11.04.01.
50. Економіка і управління (Асоціація навчальних закладів України недержавної форми власності, Європейський університет фінансів, інформаційних систем, менеджменту і бізнесу, Національний авіаційний університет МОН України), 30.06.04.
51. Економіка промисловості. (Інститут економіки промисловості НАН України), 09.06.99.
52. Економіка розвитку (Науковий журнал «Економіка розвитку», Харківський державний економічний університет МОН України), 12.06.02.
53. Економіка та право (НАН України, Інститут економіко-правових досліджень НАНН України, Донецький національний технічний університет Міносвіти і науки України), 14.11.01.
54. Економіка України. (м. Київ), 09.06.99.
55. Економіст (Інститут економічного прогнозування НАН України, видавничо-поліграфічне підприємство «Колегіум»), 10.11.99.
56. Економічна кібернетика (Донецький національний університет Міносвіти і науки України), 11.04.01.
57. Економічна теорія (НАН України, МОН України, Інститут економічного прогнозування НАН України, Київський національний економічний університет), 15.12.04.
58. Економічний вісник Донбасу (Луганський національний педагогічний університет імені Тараса Шевченка, Інститут економіки промисловості НАН України), 14.06.2007.
59. Економічний вісник Національного гірничого університету, 10.12.03.
60. Енергетика: економіка, технології, екологія (Національний технічний університет України «КПІ»), 13.12.00.
61. Європейські перспективи (Західно-регіональна асоціація клубів ЮНЕСКО), 13.02.08.
62. Журнал європейської економіки (Тернопільська академія народного господарства МОН України), 12.06.02.-20.09.07
63. Журнал європейської економіки (Тернопільський національний економічний університет) 20.09.07
64. Залізничний транспорт України (Державна адміністрація залізничного транспорту України, Харківська державна академія залізничного транспорту), 14.11.01.
65. Землевпорядкування (Інститут землеустрою УААН, Спілка землевпорядників України, Центр земельної реформи в Україні), 14.11.01.
66. Землевпорядний вісник (Державний комітет України по земельних ресурсах), 10.11.99.
67. Землеустрій і кадастр (ДП «Головний науково-дослідний та проектний інститут землеустрою» Державного комітету України по земельних ресурсах), 15.12.04.
68. Зерно і хліб (ДАК «Хліб України», ЗАТ «Київмлин», АТ «Київхліб», Інститут аграрної економіки УААН), 14.11.01.
69. Зовнішня торгівля (м. Київ), 09.02.00.
70. Інвестиції: практика та досвід (Рада з вивчення продуктивних сил України НАН України, Товариство з обмеженою відповідальністю «ДКС центр»), 14.06.2007.
71. Інноваційна економіка (Тернопільський інститут агропромислового виробництва Української академії аграрних наук), 14.06.2007.
72. Культура народів Причорномор'я (затверджено у переліку 11 травня 2000 р.)
73. Малий і середній бізнес (НДІ приватного права і підприємництва Академії правових наук України, Українська спілка підприємців малого і середнього бізнесу, Інститут законодавчих передбачень і правової експертизи), 13.12.00.
74. Маркетинг в Україні (м. Київ), 09.02.00.
75. Менеджер. Вісник Донецького державного університету управління, 09.06.99, 30.06.04.
76. Металургійна та гірничорудна промисловість (Держкомітет промислової політики, Національна металургійна академія України, НТТ металургів України), 11.10.00.
77. Механізм регулювання економіки (Сумський державний університет, Центр економічних досліджень, Сумське регіональне відділення Академії підприємництва та менеджменту України, ТОВ «Університетська книга»), 11.06.03.
78. Міжнародна економічна політика (Київський національний економічний університет МОН України), 04.07.06.
79. Наука та наукознавство (НАН України, Міносвіти і науки України, Центр досліджень науково-технічного потенціалу та історії науки ім. Г. М. Доброва НАН України), 11.05.00.
80. Науковий вісник (Чернівецький торговельно-економічний інститут Київського національного торговельно-економічного університету МОН України), 12.06.02.
81. Науковий вісник ВДУ. Серія: економічні науки (Волинський державний університет імені Лесі Українки Міносвіти і науки України), 11.10.00.
82. Науковий вісник Івано-Франківського національного технічного університету нафти і газу, 11.06.03.
83. Науковий вісник Національного гірничого університету, 30.06.04.
84. Науковий вісник Полтавського національного технічного університету імені Юрія Кондратюка. Економіка і регіон, 15.12.04.
85. Наукові вісті Національного технічного університету України «КПІ», 13.12.00.
86. Наукові праці Національного університету харчових технологій, 08.06.05.
87. Наукові праці. Серія: економіка (Миколаївський державний гуманітарний університет ім. Петра Могили комплексу НаУКМА), 08.06.05.
88. Наукові праці. Серія: Економічні науки (Миколаївська філія НаУКМА), 12.06.02.
89. Облік і фінанси АПК (ННЦ «Інститут аграрної економіки», Національний аграрний університет, Національний університет харчових технологій, Національний економічний університет, Сумський національний аграрний університет, Харківський національний аграрний університет ім. В. В. Докучаєва, Миколаївський державний аграрний університет, Уманський державний аграрний університет, Федерація аудиторів, бухгалтерів і фінансистів АПК України, ТОВ ЮФ «Юр-Агро-Веста»), 15.12.04.
90. Предпринимательство, хозяйство и право (Інститут держави і права НАН України, Спілка юристів України), 08.09.99.
91. Проблеми економіки (Науково-дослідний центр індустріальнних проблем розвитку НАН України), 31.05.2011.
92. Проблеми науки (Київський державний центр науково-технічної і економічної інформації Міносвіти і науки України, Центр досліджень науково-технічного потенціалу та історії науки ім. Г. М. Доброва НАН України), 11.05.00.
93. Проблеми та перспективи управління в економіці (Сумський державний університет МОН України, ТОВ "КВК «Ділові перспективи»), 08.06.05.
94. Продуктивні сили України (Рада з вивчення продуктивних сил України НАН України), 14.06.2007.
95. Продуктивність. (Центр продуктивності, філіал Науково-дослідного інституту праці і зайнятості населення, м. Краматорськ), 09.06.99 / вилуч. 30.06.04.
96. Регіональна бізнес-економіка та управління (Вінницький фінансово-економічний університет), 04.07.06.
97. Регіональна економіка. (Інститут регіональних досліджень НАН України), 09.06.99.
98. Регіональні аспекти розвитку продуктивних сил України. (Тернопільський національний економічний університет). 02.07.08
99. Регіональні перспективи. (м. Кременчук), 09.06.99 / вилуч. 30.06.04.
100. Ринок землі (Інститут аграрної економіки УААН, Всеукраїнська ліга сприяння розвиткові ринку землі), 11.06.03.
101. Ринок цінних паперів України (Державна комісія з цінних паперів та фондового ринку, Київський національний економічний університет МОН України), 12.06.02.
102. Світ фінансів (Тернопільський державний економічний університет МОН України), 08.06.05.
103. Світ фінансів (Тернопільський національний економічний університет МОН України), 15.02.07.
104. Сіверянський літопис. (Чернігівський державний інститут економіки і управління), 09.06.99.
105. Соціальна економіка (Харківський національний університет імені В. Н. Каразіна Міносвіти і науки України), 14.11.01.
106. Статистика України, 09.06.99.
107. Стратегічна панорама (Рада національної безпеки і оборони України, Національний інститут стратегічних досліджень, Національний інститут українсько-російських відносин), 11.05.00.
108. Стратегія розвитку України (Національний авіаційний університет МОН України, Науково-видавничий центр «Стратегія»), 30.06.04.
109. Судоходство (Одеський національний морський університет, «Судоходство»), 10.12.03.
110. Схід (Наказ Міністерства освіти і науки України № 747 від 13.07.2015 р., додаток 17)
111. Уголь Украины (затверджено у переліку 14 листопада 2001 р.)
112. Україна: аспекти праці (НДІ праці і зайнятості населення Мінпраці та соціальної політики України, ТОВ «Праця»), 11.04.01.
113. Український журнал прикладної економіки (Тернопільський національний економічний університет), включено до переліку фахових 07.10.2016 р.
114. Український соціум (Громадська організація «Український інститут соціальних досліджень імені Олександра Яременка», Громадська організація "Центр «Соціальний моніторинг», Міністерство України у справах сім'ї, молоді та спорту, Державний інституту проблем сім'ї та молоді, Державна установа «Інститут економіки та прогнозування НАН України», Приватний вищий навчальний заклад «Київський міжнародний університет», Інститут демографії та соціальних досліджень НАН України), 14.06.2007.
115. Університетські наукові записки (затверджено у переліку 8 червня 2005 р.)
116. Управління проектами, системний аналіз і логістика (Національний транспортний університет МОН України), 19.01.06.
117. Управління сучасним містом (Українська академія державного управління при Президентові України, 11.06.03.
118. Управляющие системы и машины (НАН України, Інститут кібернетики ім. В. М. Глушкова НАН України, Міжнародний науково-навчальний центр інформаційних технологій та систем), 09.02.00.
119. Учёные записки Таврического национального университета им. В. И. Вернадского. Серия: География. История. Педагогика. Филология. Философия. Экономика, 11.05.00.
120. Фінанси України, 09.06.99.
121. Цукор України (Український НДІ цукрової промисловості, Національний університет харчових технологій, Національна асоціація цукровиків України, Інформаційно-аналітичний центр «Цукор України»), 11.06.03.
122. Экономика и управление (Кримська Академія наук, Кримська академія природоохоронного і курортного будівництва, Кримське республіканське науково-педагогічне товариство «Інтелект»), 11.05.00.
123. Экономика Крыма (Таврійський національний університет ім. В. І. Вернадського, Кримська Академія природоохоронного і курортного будівництва), 14.11.01.

## Додатковий список
1. Актуальні проблеми економіки (ВНЗ «Національна академія управління), 14.11.01.
2. Бизнес Информ (АО „БИЗНЕС ИНФОРМ“), 08.11.00.
3. Вісник Львівського державного фінансово-економічного інституту, 30.06.04.
4. Віснику Черкаського університету. Серія: економічні науки (Черкаський національний університет ім. Б. Хмельницького МОН України), 15.12.04.
5. Вчені записки Інституту економіки та права „Крок“, 14.11.01.
6. Вчені записки Харківського гуманітарного інституту „Народна українська академія“, 13.12.00.
7. Донбас-Инвест (Всеукраїнське товариство „Просвіта“ ім. Т. Г. Шевченка, Міжнародний фонд „Відродження“), 14.11.01.
8. Економіка АПК (ННЦ „Інституту аграрної економіки“, Мінагрополітики, Компанія „Брати Карич“), 15.12.04.
9. Економіка і управління (Асоціація навчальних закладів України недержавної форми власності, Європейський університет фінансів, інформаційних систем, менеджменту і бізнесу, Національний авіаційний університет), 11.10.00.
10. Економіка. Фінанси. Право (ТОВ „Аналітик“, Академія муніципального управління), 13.12.00.
11. Збірник наукових праць Харківського інституту соціального прогресу, 13.12.00.
12. Конкуренція. Вісник Антимонопольного комітету України (рубрика „Наукові дослідження“) (Антимонопольний комітет України, Київський національний університет імені Тараса Шевченка, Київський національний торговельно-економічний університет, „Міжнародний економічний комітет“), 10.12.03.
13. Легка промисловість (Державний комітет промислової політики України, Державне центральне бюро технічної інформації з легкої та текстильної промисловості, Київський державний університет технологій та дизайну), 11.10.00.
14. Моніторинг інвестиційної діяльності в Україні (АК „Держінвест України“), 13.12.00.
15. Наука і економіка (Хмельницький економічний університет) 13.02.08.
16. Науковий вісник Академії муніципального управління. Серія „Економіка“ (Академія муніципального управління), 14.06.2007.
17. Науковий вісник Полтавського університету споживчої кооперації України. Серія: економічні науки, 15.01.03.
18. Науковий вісник Ужгородського державного інституту інформатики, економіки і права. Серія: економічні науки, 15.01.03.
19. Наукові записки КІТЕП (Київський інститут туризму, економіки і права), 30.06.04.
20. Науково-технічна інформація (затверджено у переліку 13 грудня 2000 р.)
21. Проблеми агропромислового комплексу Карпат (Закарпатський інститут агропромислового виробництва УААН), 04.07.06.
22. Проблеми інтеграції науково-освітнього потенціалу в державотворчому процесі (Тернопільський національний технічний університет імені Івана Пулюя Міносвіти і науки України, Севастопольське управління освіти, Севастопольська держадміністрація), 11.04.01.
23. Проблемы и перспективы развития сотрудничества между странами Юго-Восточной Европы в рамках Черноморского экономического сотрудничества и ГУУАМ (Донецький національний університет МОН України), 15.12.04.
24. Прометей (Інститут економіко-правових досліджень НАН України, Донецький економіко-гуманітарний інститут), 11.10.00.
25. Соціальні пріоритети ринку праці в умовах структурної модернізації економіки» (Мінпраці та соцполітики України, Державний центр зайнятості, НАН України, Рада з вивчення продуктивних сил України, Український інститут соціальних досліджень), 14.11.01.
26. Старопромислові регіони Західної і Східної Європи в умовах інтеграції (Донецький національний університет МОН України), 30.06.04.
27. Україна: аспекти праці (НДІ праці і зайнятості населення Мінпраці та соціальної політики України, ТОВ «Праця»), 11.10.00.
28. Энергосбережение. Энергетика. Энергоаудит (ТОВ "Північно-східна енергетична компанія «СВЕКО»), 04.07.06.